# Paola Randi
Paola Livia Randi (Milano, 21 marzo 1970) è una regista cinematografica e sceneggiatrice italiana.

## Biografia
Figlia di Maria Grazia Gatti Randi, imprenditrice italiana già presidente mondiale di Femmes Chefs D'Entreprises Mondiales, dopo una laurea in giurisprudenza e l'esperienza lavorativa all'interno di alcune ONG, si interessa al cinema e all'animazione, scrivendo e dirigendo alcuni cortometraggi, fra cui La Madonna della frutta, candidato al David di Donatello per il miglior cortometraggio.
Nel 2010 esordisce nel lungometraggio con Into Paradiso, presentato nella sezione Controcampo italiano della 67ª Mostra internazionale d'arte cinematografica di Venezia. Il film riceve quattro candidature al David di Donatello (miglior regista esordiente, migliori effetti speciali, miglior scenografia e migliori musiche) e una al Globo d'oro, e vince inoltre il premio per il miglior lungometraggio all'Est Film Festival e al festival Bimbi Belli.
Nel 2018 il suo film Tito e gli alieni , presentato per la prima volta al Torino Film Festival, riceve poi riconoscimenti in varie rassegne (Bari International Film Festival, Premio FICE) e viene accolto favorevolmente dalla critica.

## Filmografia

### Cinema

#### Cortometraggi
- La sfogliatella (2002)
- Tackle (2002)
- Giulietta della spazzatura (2003)
- La montanara (2003)
- Sandokan Dreamin' (2003)
- Ufo! (2003)
- La Madonna della frutta (2008)

#### Lungometraggi
- Into Paradiso (2010)
- Progetto panico, episodio del film 9x10 novanta - documentario (2014)
- Tito e gli alieni (2018)
- La Befana vien di notte II - Le origini (2021)
- Beata te (2022)[7]
- La storia del Frank e della Nina (2024)

### Televisione
- Seconds - webserie (2015)
- Luna nera - miniserie TV (2020)
- Zero - miniserie TV (2021)

## Riconoscimenti
- 2009 – David di Donatello
  - Candidatura David di Donatello per il miglior cortometraggio per La Madonna della frutta
- 2011 – David di Donatello
  - Candidatura David di Donatello per il miglior regista esordiente per Into Paradiso
  - Candidatura David di Donatello per i migliori effetti speciali visivi per Into Paradiso
- 2011 – Globo d'oro
  - Candidatura Globo d'oro alla miglior opera prima per Into Paradiso
- 2011 – Ciak d'oro
  - Candidatura premio Bello e Invisibile per Into Paradiso
- 2011 – Est Film Festival
  - Arco d'Oro – Miglior lungometraggio a Into Paradiso
- 2011 – Bimbi Belli
  - Miglior film a Into Paradiso
- 2015 – Nastro d'argento
  - Menzione speciale Doc per 9x10 novanta
- 2018 – Bari International Film Festival
  - Premio Ettore Scola migliore regista ItaliaFilmFest/Opere prime e seconde per Tito e gli alieni
- 2018 – Incontri del cinema d'essai – Premio FICE
  - Premio migliore regia degli esercenti per Tito e gli alieni
- 2018 – Magna Graecia Film Festival
  - Premio migliore sceneggiatura per Tito e gli alieni
- 2018 – Ortigia Film Festival – OFF
  - Premio migliore film per Tito e gli alieni
  - Premio SIAE migliore sceneggiatura per Tito e gli alieni
  - Premio Laser Film color correction per Tito e gli alieni
- 2018 – Premio Afrodite donne nell'audiovisivo
  - Premio migliore film con una regia femminile per Tito e gli alieni
- 2018 – Sciacca Film Fest
  - Premio del pubblico lungometraggi per Tito e gli alieni
  - Premio Migliore Film per Tito e gli alieni
- 2018 – Univerciné Cinéma Italien
  - Prix du Jury Lycéen per Tito e gli alieni
- 2019 – Nastro d'argento
  - Miglior soggetto per Tito e gli alieni